# Liston
Liston (pronunciata listón; italianizzata come listone) è una parola veneta utilizzata in varie città del Veneto, delle aree limitrofe e degli antichi possedimenti veneti per indicare un particolare luogo della città, generalmente una piazza o parte di essa. Il termine liston (pl. listoni) indica le lunghe lastre di trachite utilizzate per costruire la pavimentazione delle piazze: da esso deriva la locuzione "far el liston", che significa appunto "passeggiare per la piazza".
Diverse città del Veneto hanno il loro liston: a Venezia è così chiamata la passeggiata in piazza San Marco che va da sotto l'orologio alle colonne di San Marco e San Todaro; a Verona indica la parte Ovest di piazza Bra; a Padova indica la passeggiata al centro storico, da Via San Fermo fino a Prato Della Valle per circa 1 km, a Belluno il liston si trova nella Piazza dei Martiri (detta anche "Campedel"); a Rovigo identifica la parte centrale della Piazza Vittorio Emanuele II, già Piazza Maggiore. A Trieste, che ha forti legami con la cultura veneta (nella città si parla il triestino, una variante della lingua veneta), è così chiamato Corso Italia, e persino nell'isola greca di Corfù gli abitanti del luogo usano ancora oggi questa parola per indicare la passeggiata principale.

## Veneto

### Belluno

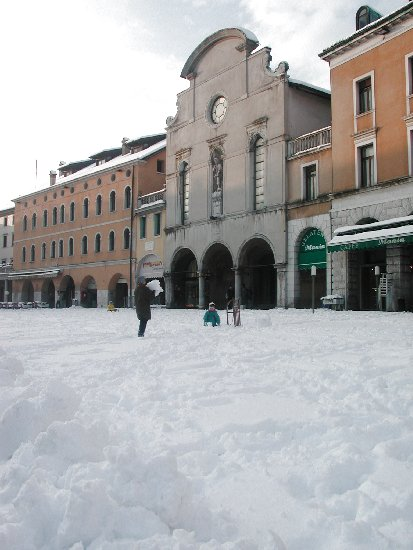
Il liston di Belluno coperto dalla neve

Piazza dei Martiri (detta anche Campedél) a Belluno, si presenta a forma semicircolare. Studi storici affermano che tale forma dipenda dal raggio di gettata della bombarda un tempo posta sull'apice della torre muraria della città ora non più esistente. La piazza infatti si trova immediatamente al di fuori delle mura della città antica.
Il liston è un lungo marciapiede in pietra grigia che raccorda i due estremi della piazza semicircolare; inizia e termina nello stesso luogo in cui iniziano e terminano i portici.
Anche a Belluno vi è l'usanza di dire Son 'ndat a far an pèr de vasche sul listón.

### Padova

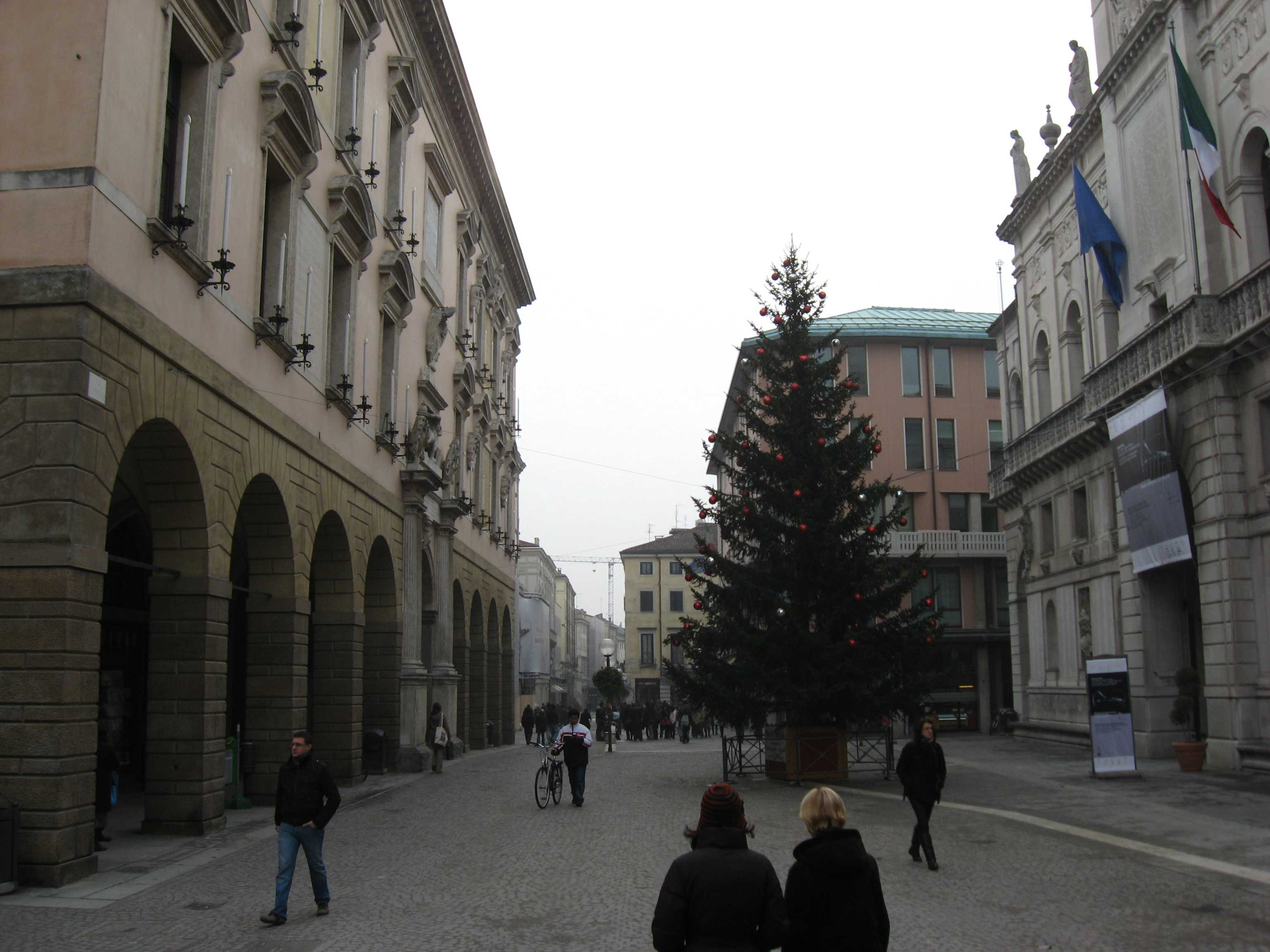
Padova, il Listón di via VIII Febbraio a Natale 2007: a sinistra il Bo, a destra il Municipio

A Padova è indicato, storicamente, col nome di liston, il tratto di Prato della Valle posto sul lato Ovest, di fronte alla Loggia Amulea, lastricato di trachite nella prima metà dell'Ottocento dall'architetto Giuseppe Jappelli. Si tratta di una passeggiata caratteristica lungo la quale il sabato e in varie occasioni si svolgono, come in tutto il Prato della Valle, animati mercati all'aperto.
Negli ultimi anni è invalsa l'usanza di chiamare col nome di Liston anche le centrali via Umberto I, via Roma, via VIII Febbraio e via Cavour (in asse con il Liston del Prato, situato più a Sud), specie dopo la pedonalizzazione dell'area, attuata dall'amministrazione comunale a partire dalla metà degli anni '80 fino agli anni 2000. Per tali vie dunque la denominazione è impropria, se non scorretta; nonostante questo è entrata nel linguaggio comune dei quotidiani e delle tv locali. In sostanza però, è un termine che ben si applica a tali assi viari, in quanto la creazione della zona pedonale ha di fatto creato un'unica lunga passeggiata da Prato della Valle a Piazza Garibaldi.

### Rovigo
A Rovigo il listòn è presente in entrambe le piazze del centro storico, sia su piazza Vittorio Emanuele II, già piazza Maggiore, che piazza Garibaldi. Sul listòn di quest'ultima è tracciato anche l'antico perimetro della chiesa di Santa Giustina demolita nel 1809.

### Verona

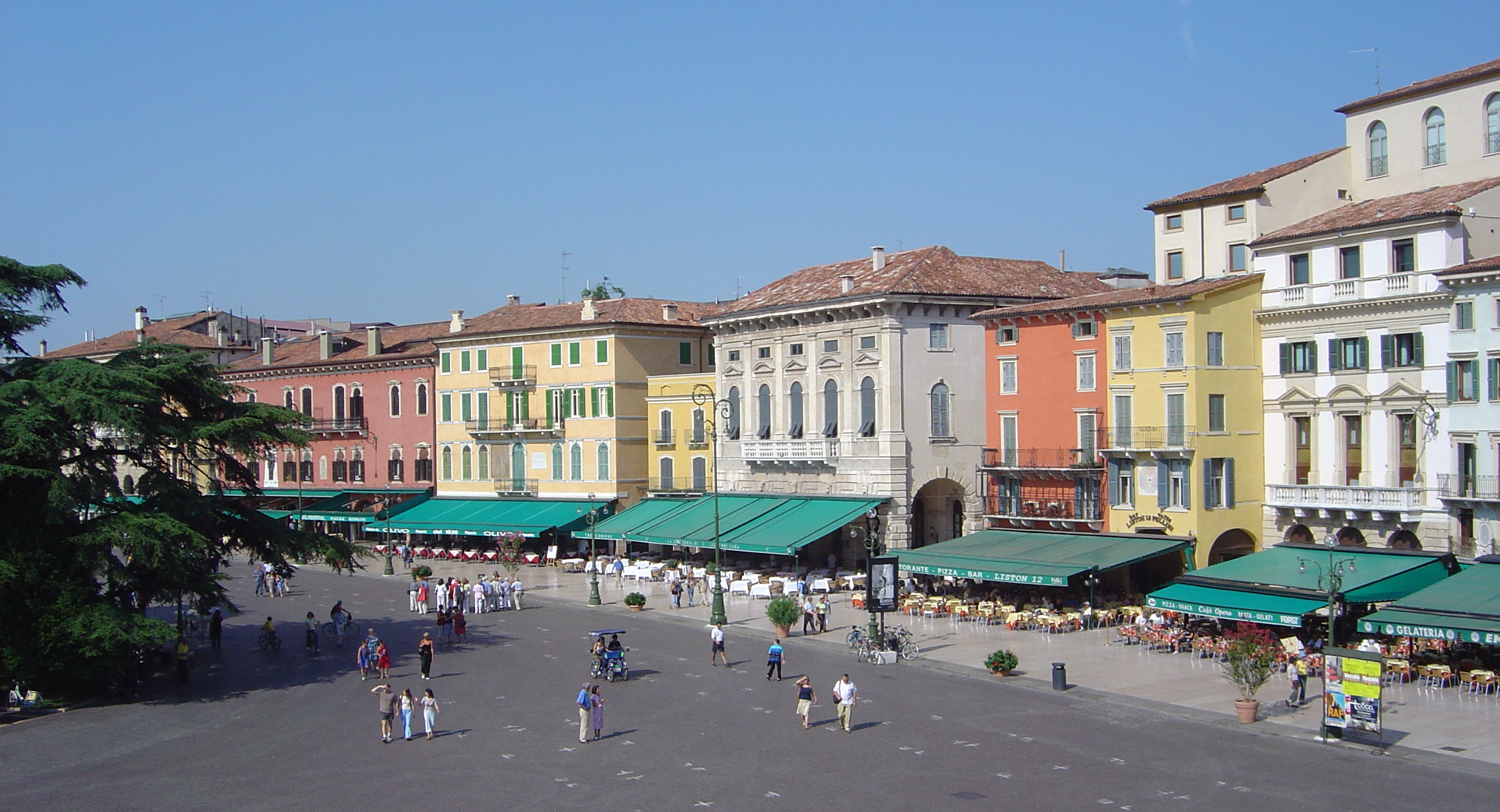
Il liston di Verona

A Verona il liston è il largo marciapiede che fiancheggia piazza Bra sul lato ovest e che collega corso Porta Nuova con via Mazzini. Parte di esso è dato in concessione ai molti bar che vi si affacciano, che negli anni hanno creato un ampio spazio di tavolini, utilizzabili anche d'inverno. È, assieme alle vetrine dei negozi di via Mazzini, il tradizionale luogo di passeggio dei veronesi nel fine settimana: si dice infatti far do vasche sul liston.

## Emilia-Romagna

### Ferrara

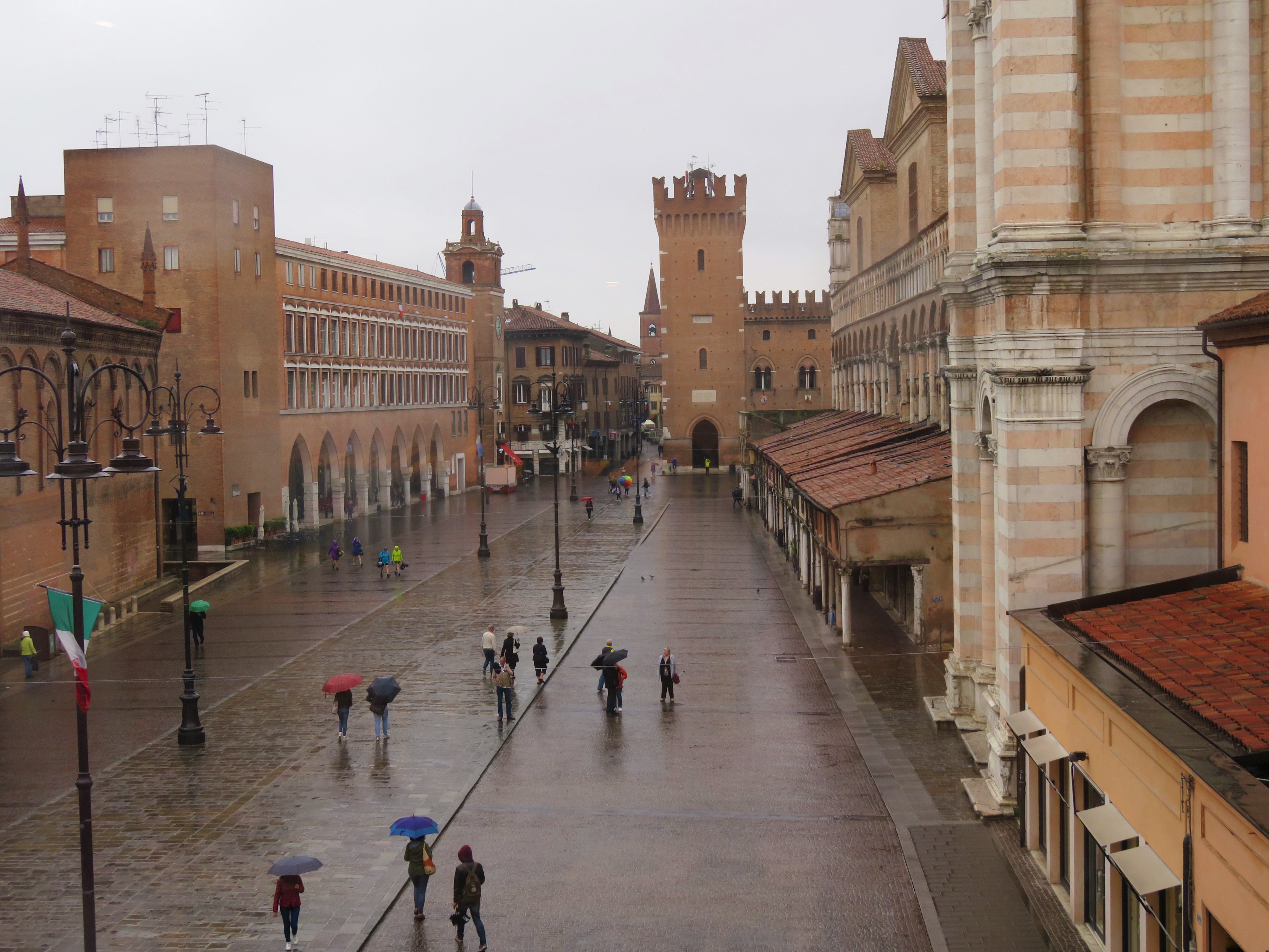
Piazza Trento e Trieste a Ferrara.

A Ferrara il liston si trova di fianco alla cattedrale. Era l'antica Piazza delle Erbe divenuta poi nel XX secolo piazza Trento e Trieste.

### Mirandola

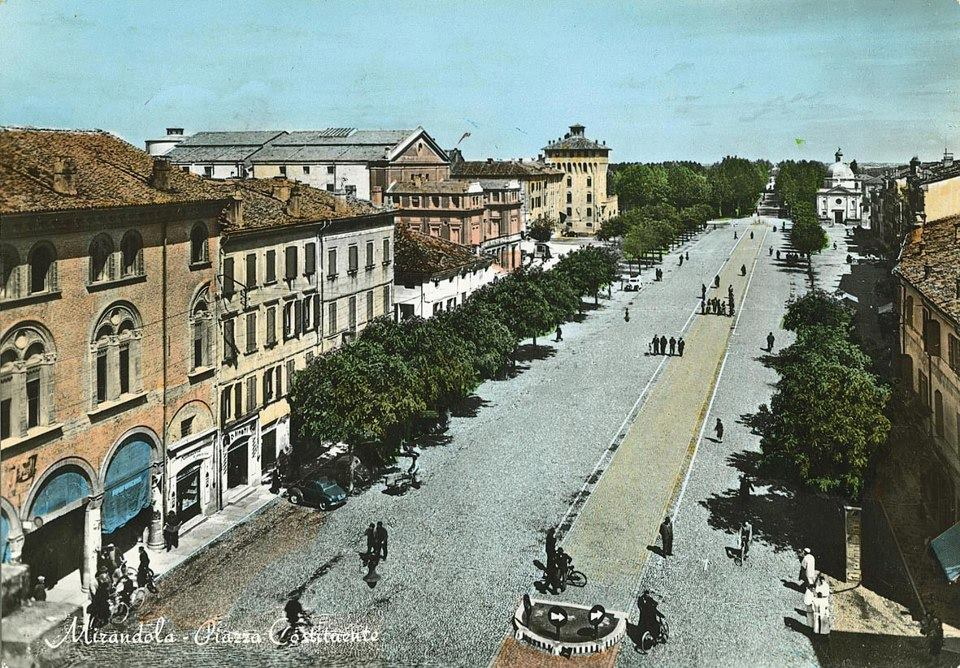
Il listone di Mirandola

A Mirandola (provincia di Modena) il listone (chiamato al listòn nel locale dialetto), realizzato nel 1924 con pavimentazione di bolognini in porfido e lungo 242 metri, decora la storica piazza della Costituente.

## Lombardia

### Castel Goffredo

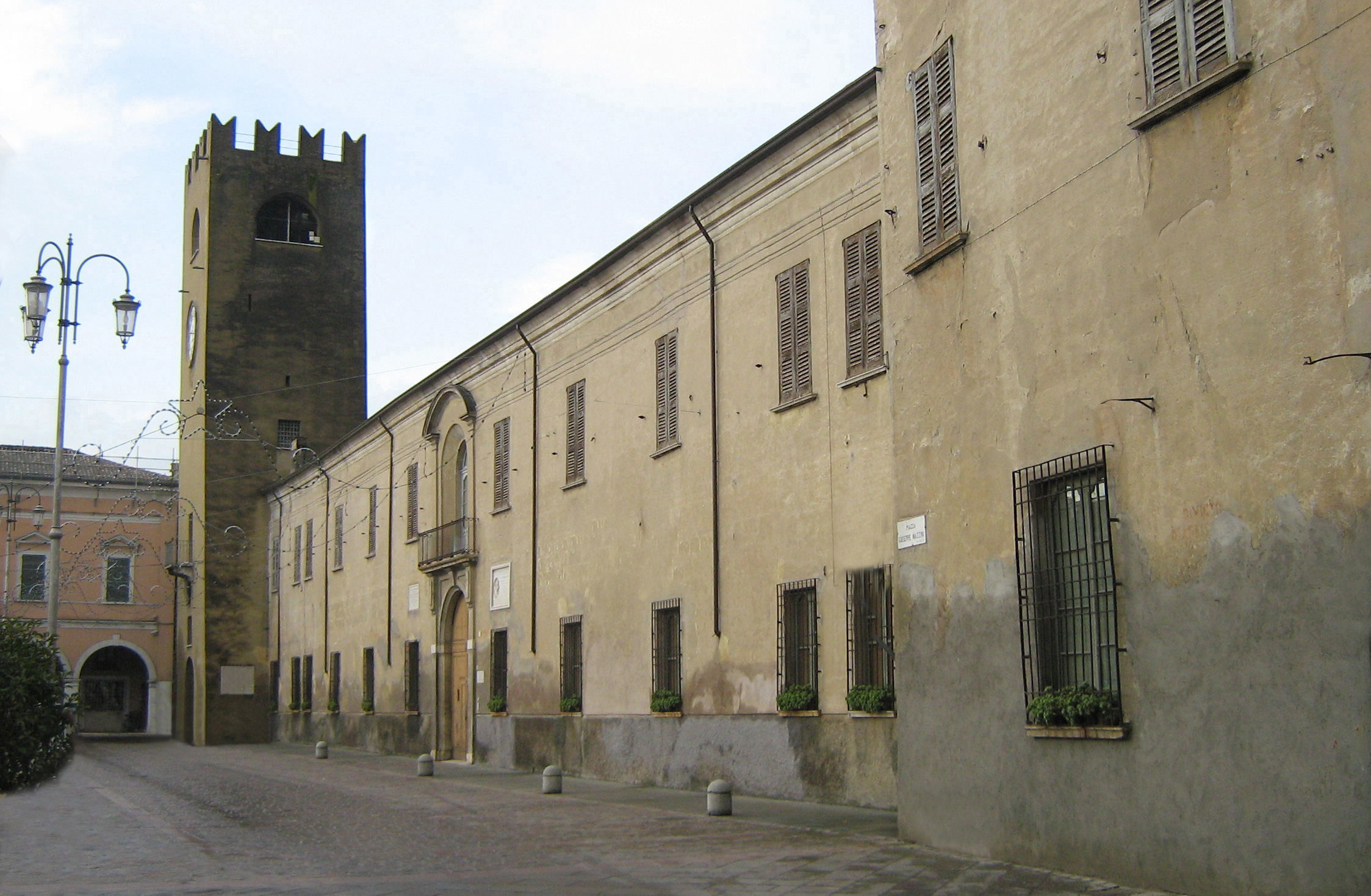
Castel Goffredo, Palazzo Gonzaga-Acerbi con il listone.

A Castel Goffredo (provincia di Mantova) il listone (chiamato listù nel locale dialetto) decora tutto il fronte di Palazzo Gonzaga-Acerbi in Piazza Mazzini.

## Grecia

### Corfù

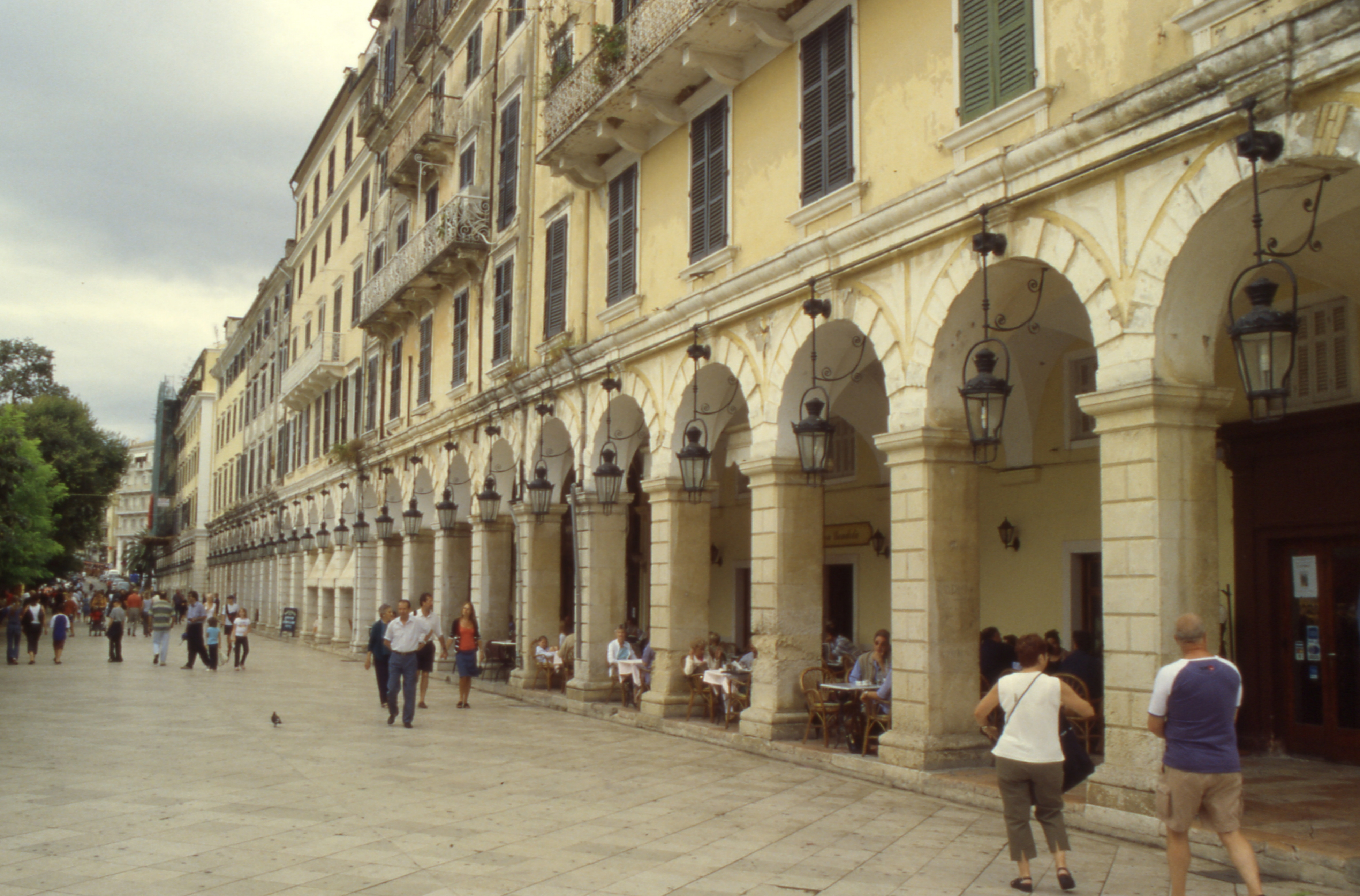
Il Liston di Corfù

A Corfù il Listón (in greco: Λιστόν), con i suoi numerosi caffè e bar, confina con la piazza principale della città, detta Spianada (Σπιανάδα). È stato costruito durante l'occupazione francese e si ispira alla rue de Rivoli a Parigi. La Spianada è un'incantevole zona della città di Corfù, uno spazio urbano aperto per passeggiare rilassati, leggere o chiacchierare davanti ad un caffè greco, un caffè frappé od alla ginger beer locale. Sulla stessa Spianada durante i fine settimana si svolgono partite di cricket. Corfù è l'unico posto in Grecia dove si pratica questo sport, un lascito degli inglesi. Sulla stessa piazza si affaccia anche l'imponente Palazzo di San Michele e San Giorgio, che ospita una collezione di arte orientale, ed è uno dei simboli della presenza per 50 anni degli inglesi sull'isola.
I francesi sono stati quelli che hanno trasformato la Spianada in una piazza pubblica. Fino all'inizio del diciannovesimo secolo era un grande spazio vuoto che veniva lasciato tale per scopi difensivi. Gli alberi piantati dai francesi hanno creato una delle piazze più belle di tutta la Grecia.